# Saalburgpass
Der Saalburgpass (414 m ü. NHN) ist der östlichste und wohl bekannteste Pass über den Taunuskamm. Die Bekanntheit resultiert aus dem Römerkastell Saalburg, das in römischer Zeit den Übergang sicherte, an der Wende vom 19. zum 20. Jahrhundert teilweise rekonstruiert wurde und eine touristische Attraktion darstellt. Heute verbindet der Pass die Kreisstadt Bad Homburg vor der Höhe mit der ehemaligen Kreisstadt Usingen, die B 456 verläuft über ihn.

## Geographie

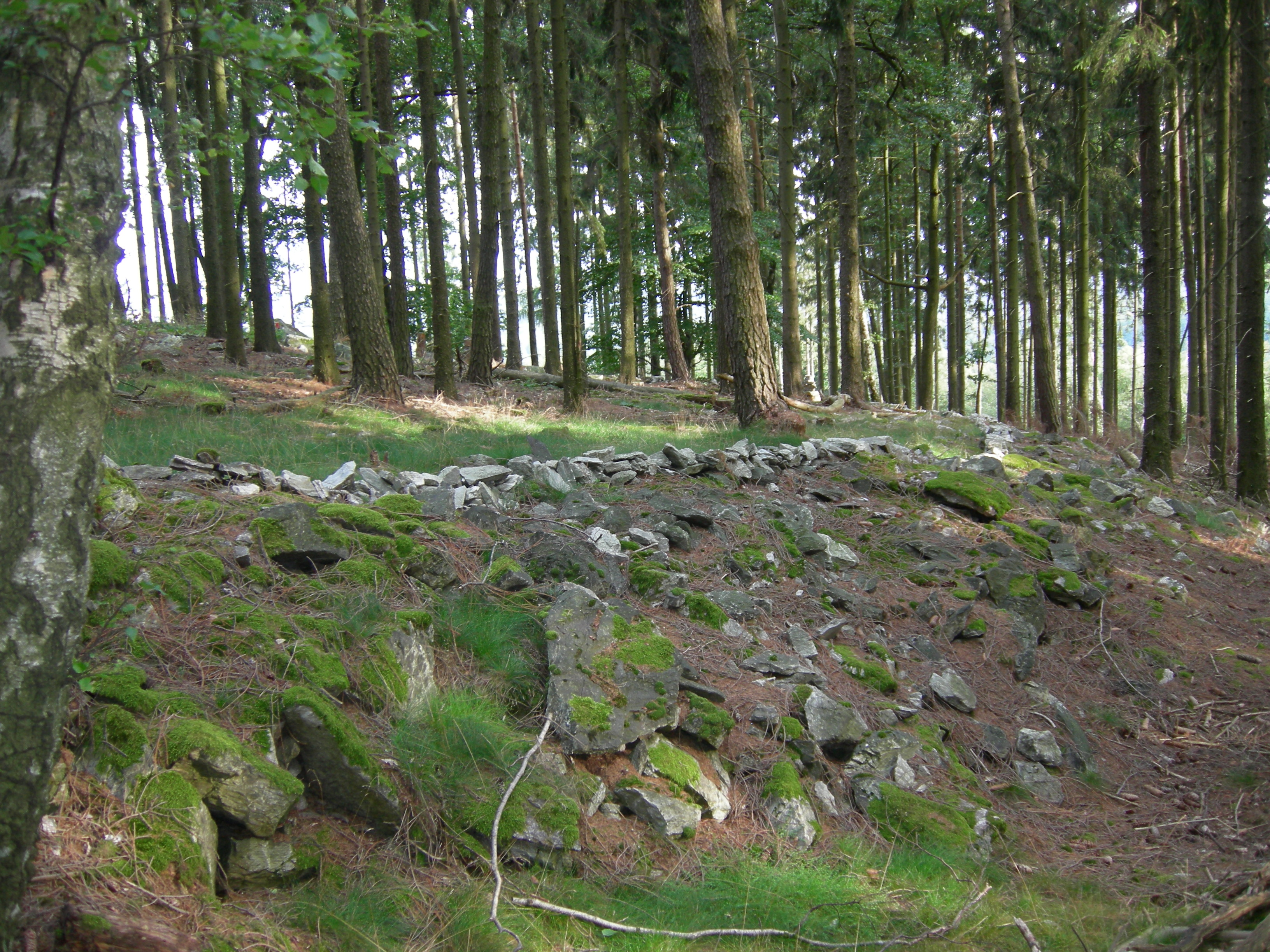
Ringwall Bleibeskopf

Der Taunushauptkamm stellt die natürliche Grenze zwischen Vordertaunus und Hintertaunus dar. Diese trennte das römische Reich von dem nicht-römischen Germanien, die Landgrafschaft Hessen-Homburg von Nassau und zuletzt den Obertaunuskreis vom Landkreis Usingen. Erst mit der Gründung des Hochtaunuskreises 1972 endete die politische Grenzfunktion. Der Saalburgpass ist mit 414 Metern Höhe die niedrigste Querung des östlichen Taunus. Der Höhenunterschied auf Bad Homburger Seite vom Kirdorfer Bach bis zur Kuppe beträgt ca. 200 Meter. Auf der Wehrheimer Seite ist der Höhenunterschied vom Erlenbach bis zur Kuppe mit etwa 120 Metern geringer. Die benachbarten Berge (im Osten der Gickelskopf, im Westen der Bleibeskopf) überragen den Pass um etwa 60 Meter.

## Historische Verbindungen
Auch wenn die Passhöhe den gemeinsamen Punkt aller Straßenführungen darstellt, wurden im Laufe der Jahrtausende sehr unterschiedliche Streckenführungen für die Anwegung genutzt. Die Wahl der Streckenführung wurde vor allem durch Überlegungen bestimmt, die Steigung der Transporttechnik und der Straßentechnik anzupassen.

### Prähistorische Zeit
Der prähistorische, heute fast verschwundene Lindenweg zog von der Nidda-Mündung bei Frankfurt-Höchst geradewegs zur Taunushöhe. Etwa 300 Meter östlich des Hirschgartens querte diese Altstraße den Heuchelbach und führte in gerader Linie hinauf zur Passhöhe. Diese Streckenführung führte zu der geringen Steigung von 1,6 %. Auf dem Gickelskopf und dem Bleibeskopf finden sich prähistorische Ringwallanlagen, die mutmaßlich der Sicherung des Übergangs dienten.

### Römische Zeit
Die Römer verbanden das Kastell Saalburg über die Saalburgstraße mit der römischen Stadt Nida. Diese Straßenführung wies die beachtliche Steigung von 6,7 % auf. Grund für die Wahl dieser Streckenführung war, dass die Römer die Straße gerade, auf dem kürzesten Weg zwischen Stadt und Kastel erbauten, um eine möglichst schnelle Verlegung von Truppen zu gewährleisten. Um die Straße trotz der Steigung nutzen zu können, war ein haltbarer Straßenaufbau aus Stein notwendig. Dies war eine wesentliche Neuerung der Römerstraße.
Jenseits der römischen Grenze führte die Verbindung in das nicht unmittelbar römischer Herrschaft unterstehende Vorfeld der Grenzanlage. Über diese Verbindung lief ein Handelsweg nach Germanien.

### Mittelalter
Mit dem Rückzug der Römer aus Germanien wurde die Saalburgstraße zwar weiter genutzt, es fehlte jedoch die Organisation, die Straße instand zu halten. Die Straße verfiel daher zunehmend. Nachdem die Strecke nicht mehr passierbar war, bildete sich ein parallel verlaufender zweiter Weg, der Hammelhansweg. Es handelte sich nicht mehr um eine befestigte Straße, sondern um einen unbefestigten Weg.
Daneben bildeten sich eine Reihe von weiteren Wegstrecken, die vom Kirdorfer Bach ausgehend zum Fahrborn ziehen und dort auf den Rotlaufweg stoßen. Bis heute sind in diesem Bereich parallel verlaufende Hohlwege zu erkennen, die in Nord-Süd-Richtung den Berg hinauf weisen.
Grund für diese vielen Wegstrecken ist, dass die Fuhrwerke, gerade bei nasser Witterung, auf den unbefestigten Wegen im Laufe der Jahre tiefe Hohlwege erzeugten. In den Senken bildeten sich Schlammlöcher, die die Fuhrwerke behinderten. War eine Strecke unpassierbar geworden, umging man diese und suchte sich einen neuen Weg. Hierdurch entstand im Laufe der Jahrhunderte ein System von parallelen Wegen.

#### Rotlaufweg
Eine andere wichtige Route über den Pass war der Rotlaufweg. Er führt heute noch als Feldweg von Gonzenheim über den Hardtwald zum Fahrborn (der Fahrborn ist ein versiegter Brunnen. Zwischen 1827 und 1866 wurde von hier aus der Ort Dillingen mittels einer Wasserleitung mit Wasser versorgt.) und von dort parallel zur heutigen Bundesstraße. Die Steigung dieses Weges beträgt von Gonzenheim bis zur Bundesstraße etwa 2 % und danach 4,7 %. Der Weg wird erstmals 1539 als „Troner Weg“ urkundlich erwähnt. Er stellte die Grenze der Seulberger Mark und der Hohen Mark dar.

#### Wege auf der Nordseite des Passes
Archäologisch lassen sich drei Hauptwege von der Saalburg nach Norden ins Usinger Land feststellen. Das Saalburg-Kastell ist nicht in Nord-Süd-Richtung erbaut, sondern bildet die Verlängerung der Saalburgstraße. Entsprechend dem Eingang Südsüdost, der auf die Saalburgstraße führte, bestand der Ausgang Nordnordwest. Plausibel ist daher die Nutzung der Verlängerung der Saalburgstraße nach Nordnordwest. Hierfür gibt es jedoch nur geringe archäologische Befunde.
Eine Strecke, die in jedem Fall intensiv genutzt wurde, war die Straße vom Kastell nach Obernhain. Diese Straße weist eine Steigung von 3,9 % auf und war im Mittelalter eine vielgenutzte Route. 1972 erfolgte eine urkundliche Erwähnung eines Obernhainer Schlagbaums. Die Straße war bis in die 1990er Jahre die Hauptzufahrt nach Obernhain, wurde aber mit dem Bau der Obernhainer Umgehungsstraße für den Autoverkehr geschlossen und ist heute ein Fahrradweg.
Zwischen beiden Routen lag der Drusenküppel, eine mittelalterliche Motte. Diese Burganlage diente sicher auch der Sicherung des Saalburgpasses.
Die Hauptroute war aber bereits im Mittelalter die „Throner Straße“, die der heutigen Bundesstraße entspricht. Wehrheim ist seit 1046 urkundlich bekannt, das Kloster Thron wurde 1243 gegründet. Die Straße weist eine Steigung von 6,4 % auf. Wie auch auf der Vordertaunusseite entwickelte sich ein System paralleler Wege mit Abzweigungen zum Kloster.

### Frühe Neuzeit
Bis zum Anfang des 19. Jahrhunderts waren die Straßenverhältnisse zwischen Bad Homburg und dem Usinger Land schlecht. Bis in die Zeit der Napoleonischen Kriege wurde ein Ausbau auch dadurch behindert, dass die Verbindung die Grenze die zwischen Nassau-Usingen und der Landgrafschaft Hessen-Homburg querte. Jedoch errichtete die Landgrafschaft 1802 bis 1810 eine Chaussée von Homburg nach Dornholzhausen.

## Heutige Straße

### Bau

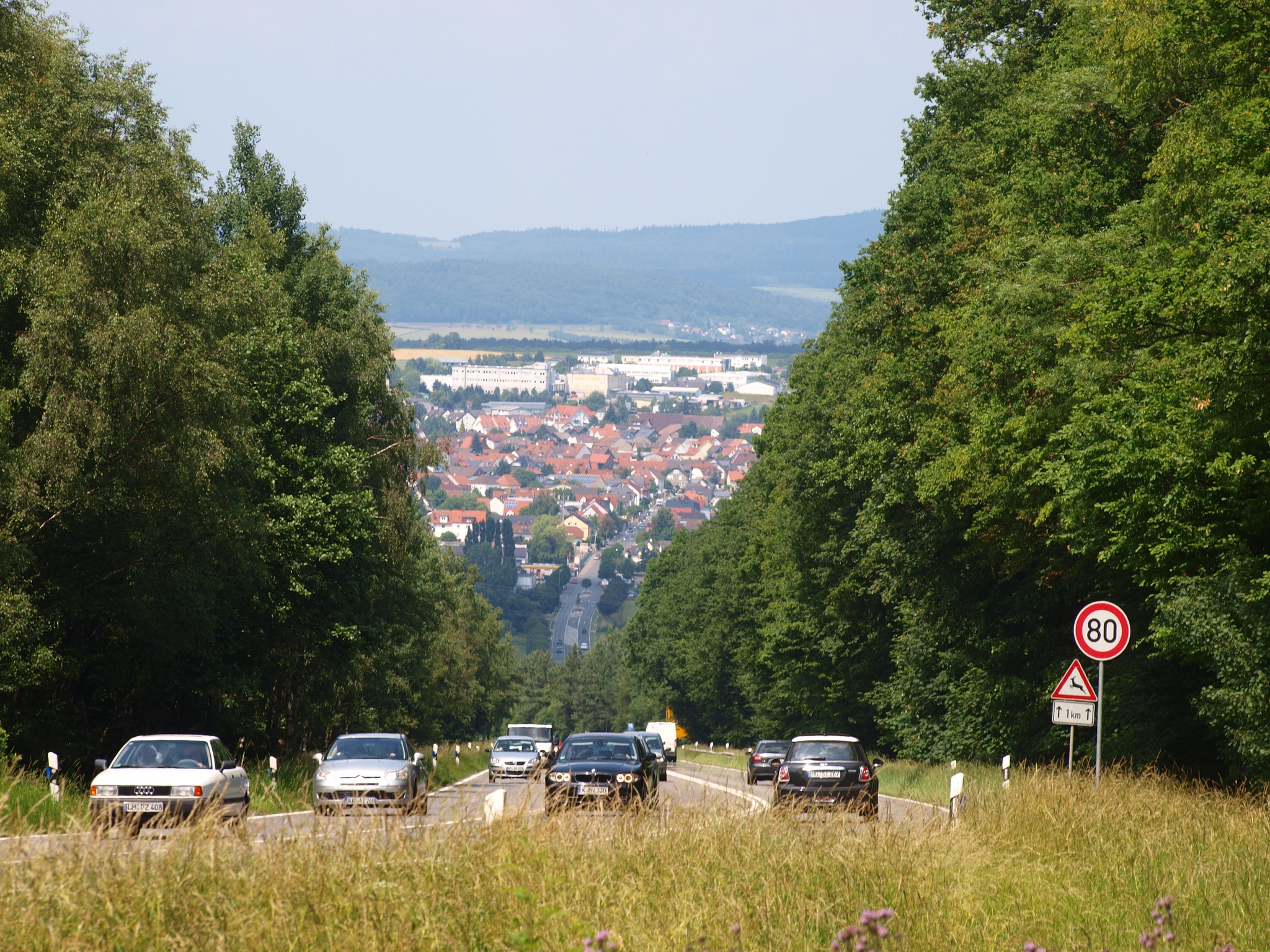
Blick vom Pass nach Wehrheim an der B456

1816 ergriff die Regierung des Herzogtums Nassau die Initiative und plante den Bau einer befestigten Straße, der heutigen B 456, von Weilburg über Usingen nach Homburg. In einem Schreiben vom 23. August 1816 an die landgräfliche Regierung erklärte Nassau die Entschlossenheit zum Bau und warb um Homburger Beteiligung, die dann auch zugesagt wurde. Die Streckenführung wurde in Form einer geknickten Trasse festgelegt, die von Dornholzhausen zum Zollstock und von dort zur Saalburg führte. Diese Streckenführung war zwar – verglichen mit der alten Römerstraße – länger, jedoch reduzierte das die Steigung.
Der Bau wurde 1817 durchgeführt. Die Arbeiten wurden auf beiden Seiten durch Untertanen vorgenommen, die Frondienste leisten mussten. In Homburg stand die Arbeit unter der Leitung des Chausséedirektors Forstmeister Franz Lotz. Der Umfang der Frondienste der einzelnen Gemeinden richtete sich nach der Verordnung zur Chausséeverwaltung vom 12. September 1809. Gerade nach dem Hungerwinter 1816/17 war der Bau eine schwere Belastung für die Bevölkerung.
Nach dem Bau der Passstraße 1817 wurde der Bau im Nassauischen fortgesetzt. Dies dauerte jedoch seine Zeit. 1829 war man bis Grävenwiesbach gekommen und 1836 wurde Weilburg angeschlossen.

### Saalburgbahn

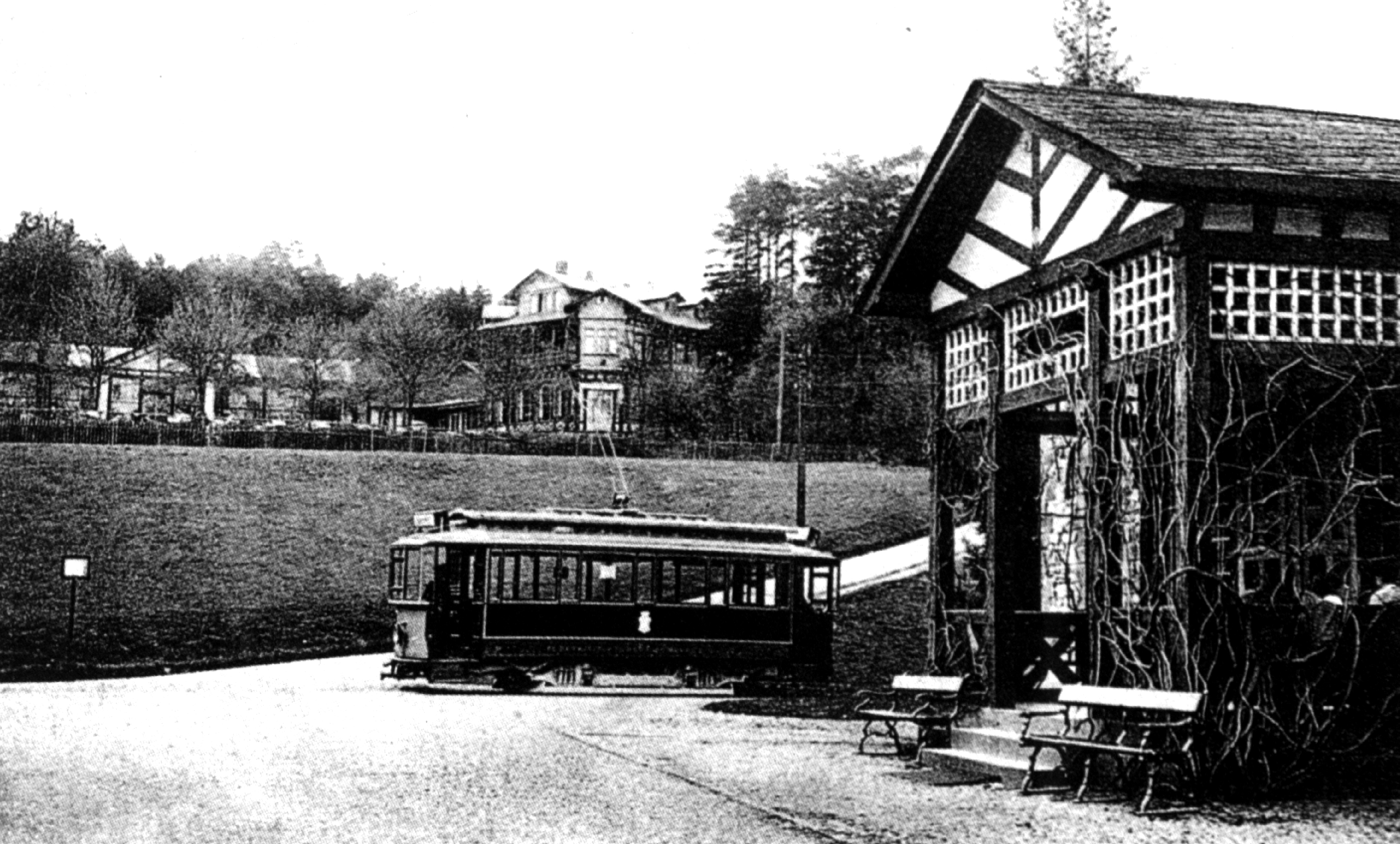
Bahnhof der Saalburgbahn unterhalb der Passhöhe um 1900

Von 1900 bis 1935 fuhr die Saalburgbahn, eine Strecke der Straßenbahn Bad Homburg, parallel westlich der Saalburgstraße, überwiegend auf eigenem Bahnkörper, von Dornholzhausen bis unmittelbar vor die Passhöhe an der Saalburg. Diese Linie wurde am 3. Juni 1900 in Betrieb genommen und wies die für Straßenbahnen beträchtlichen Steigung von bis zu 1:18 (fast sechs Prozent) auf. Das Empfangsgebäude der Endstation unterhalb der Saalburg lag am Scheitelpunkt der dortigen Wendeschleife. Er wurde im Jahr 2005 aufwändig denkmalpflegerisch restauriert, dient heute der Imkerei und ist nicht öffentlich zugänglich. Der Betrieb der Saalburgbahn wurde am 31. Juli 1935 eingestellt.

### Busverbindung
am 1. August 1949 wurde die Kraftpostlinie Bad Homburg-Saalburg in Betrieb genommen und am 4. Dezember 1949 bis Obernhain verlängert. 1950 wurde die Linie von der Deutschen Bundesbahn übernommen und als Strecke 5930 (Bad Homburg, Saalburg, Wehrheim, Anspach, Usingen, Grävenwiesbach, Weilburg) betrieben. Obwohl diese Strecke kostendeckend betrieben werden konnte (was im ÖPNV in Deutschland außerordentlich selten ist), wurde die Strecke mit der Inbetriebnahme der Taunusbahn 1992 stillgelegt, um eine Kannibalisierung beider Verbindungen zu vermeiden. Aktuell führt die Bad Homburger Stadtbuslinie 5 vom Bahnhof der Stadt bis zum Saalburgkastell.

### Nachkriegszeit
In der Zeit nach dem Zweiten Weltkrieg stieg das Verkehrsaufkommen durch den Individualverkehr massiv an. In den 1960er Jahren wurde die Straße dreispurig ausgebaut (jeweils 2 Spuren bergauf und eine bergab). Auf der Kuppe des Passes wurde sie von der Saalburg weg verlegt. Die alte Straße besteht bis heute und dient als Parkplatz für Besucher der Saalburg.
Die Saalburghöhe stellt – insbesondere im Berufsverkehr - weiterhin einen Engpass dar, der oft zu Staus führt. Täglich passieren 27.000 Fahrzeuge den Pass. Seit den 1970er Jahren wird daher über einen Ausbau diskutiert, ohne dass es zu einer Lösung gekommen wäre. Die Verengung an der Kuppe ließe sich über einen vierspurigen Ausbau lösen, der aus Kostengründen ausgeschlossen wird. Eine Freigabe von jeweils 2 Spuren in der Richtung des Berufsverkehrs, gesteuert über Wechsellichtzeichenverkehrsanlage, ist in Deutschland nur unter restriktiven Bedingungen möglich und wurde ebenfalls nicht realisiert. Zur Verbesserung des Verkehrsflusses wurden an der Kuppe Geschwindigkeitsbeschränkungen eingeführt. Diese werden durch stationäre Messanlagen überwacht.